# Hollern-Twielenfleth
Hollern-Twielenfleth (dolnoniem. Hullern-Twielenfleth) – gmina w Niemczech, w kraju związkowym Dolna Saksonia, w powiecie Stade, wchodzi w skład gminy zbiorowej Lühe.